# Andeomezentia napoana
Andeomezentia napoana är en insektsart som beskrevs av Christiane Amédégnato och Poulain 1994. Andeomezentia napoana ingår i släktet Andeomezentia och familjen Romaleidae. Inga underarter finns listade i Catalogue of Life.